# Vladimir Belooesov
Vladimir Pavlovitsj Belooesov (Russisch: Владимир Павлович Белоусов) (Vsevolozjsk, 14 juli 1946) is een voormalig  schansspringer uit de Sovjet-Unie. 

## Carrière
Belooesov behaalde zijn grootste succes door het winnen van olympisch goud van de grote schans in 1968. Belooesov won ook tweemaal de springwedstrijden van de Holmenkollenschans. Belooesov is de enige Russische of Sovjet-atleet die de schansspringwedstrijden van deze schans heeft gewonnen.

## Belangrijkste resultaten

### Olympische Winterspelen
| Editie | Plaats   | Kleine schans | Grote schans    |
| ------ | -------- | ------------- | --------------- |
| 1968   | Grenoble | 8e            | Gouden medaille |

### Wereldkampioenschappen schansspringen
| Jaar | Plaats       | Resultaten   |
| ---- | ------------ | ------------ |
| 1968 | Grenoble     | 8e K70 · K90 |
| 1970 | Vysoké Tatry | 6e K70       |